# Microsoft Jet Engine
Microsoft Jet Engine (Microsoft Joint Engine Technology Engine) ist eine 1992 eingeführte Engine für relationale Datenbanken unter Windows-Betriebssystemen. Microsoft entwickelte dabei zwei vollkommen unabhängige Versionen der Jet: Red und Blue.

## Jet Red
Die Jet Red ist eine relationale Datenbank und bietet die Schnittstelle zwischen der Datenbank und den Benutzeranfragen. Ihr Einsatzgebiet sind Desktopdatenbanken. Vertrieben wird sie in der Regel in Kombination mit anderen Programmen, wie z. B. Access oder Visual Basic, war aber Teil der Microsoft Data Access Components (MDAC, bis Version 2.5), die von der Microsoft-Homepage heruntergeladen werden können (Dateiname: MDAC_TYP.EXE).
Die aktuelle Jet Engine kann jetzt über das Jet Engine Servicepack 8 installiert werden. Über DLLs wird sie in diese Programme integriert.
Die Jet Engine bietet:
- Multiuser (theoretisch bis 255, aber realistisch nur bis 80 gleichzeitig, bei schreibendem Zugriff eher weniger als 10)
- Integrierter Abfrageprozessor (Befehle werden wie folgt abgearbeitet: Definition # Compilation # Optimization # Execution)
- eingebaute Integritätsprüfung
- Sicherheitsfunktionen (u. a. Benutzerberechtigungen)
- Fernzugriffsmöglichkeiten

Jet speichert Daten standardmäßig in Microsoft Database Files (.mdb), unterstützt jedoch auch andere Formate, beispielsweise dBASE, Paradox, Microsoft FoxPro, Microsoft Excel und ODBC.
Seit Access 2007 mit der JET-Version Access Connectivity Engine (ACE) ist das Standardformat .accdb.
Versionen der Jet-Engine und deren Einsatz:
- 1.0
  - Access 1.0
- 1.1
  - Access 1.1
  - Visual Basic 3.0
- 2.0
  - Access 2.0
- 2.5
  - Access 2.0
  - Visual Basic 4.0 (16 Bit)
- 3.0
  - Access 95
  - Excel 95
  - Project 4.1
  - Project 95
  - MFC 4.x
  - Visual Basic 4.0 (32 Bit)
- 3.5
  - Access 97
  - Excel 97
  - PowerPoint 97
  - Word 97
  - MFC 5.0
  - Visual Basic 5.0
  - Internet Information Services 3.0
- 4.0
  - Access 2000–2003
- ACE 12.0
  - Access 2007
- ACE 14.0
  - Access 2010
- ACE 15.0
  - Access 2013

Als Alternative und eventueller Nachfolger ist die Microsoft Desktop Engine (MSDE), bzw. ab der Version 2005 SQL Server Express genannt, eine kostenfrei verfügbare, aber etwas eingeschränkte Version des MS SQL Server, vorhanden. Sie wird eingesetzt u. a. ab SQL Server 7.0 und als zweite Engine für Access ab Access 2000.

## Jet Blue
Vollkommen anders stellt sich die Jet Blue dar, auch als Extensible Storage Engine (ESE) bezeichnet. Auch Jet Blue ist ein RDBMS, das allerdings auf einem Write-Ahead-Logging mit Two-Phase-Commit aufbaut und besonders für semistrukturierte Daten optimiert ist. Erstmals eingesetzt wurde sie im Exchange Server 4.0, ist auch heute noch in der aktuellen Version von Exchange Basis für diesen Server. Neben dem Exchange Server kommt die Jet Blue auch in anderen Produkten zum Einsatz:
- Active Directory Engine
- WINS
- File Replication Service
- Security Configuration Editor
- Certificate Services
- Microsoft Update Client
- Windows Desktop Search (als Metadatenspeicher)

Die Engine ist für eine deutlich größere Anzahl von Zugriffen vorgesehen als die Jet von Access. Auch mehr als 3.000 parallele Verbindungen sind kein Problem, bei 8 Prozessoren (derzeit das Maximum) sind auch mehr als 10.000 gleichzeitige Verbindungen möglich. Die aktuelle Versionsnummer der Jet Blue ist 4.0.